# Krvavý Valentýn
Krvavý Valentýn (ang. titul: My Bloody Valentine) je americký hororový filmový remake z roku 2009. Je remakem kanadského hororu Valentýnská pomsta z roku 1981. Režisérem filmu je Patrick Lussier. Formát filmu je 3D.

## Děj
Kvůli nezkušenému mladému horníkovi Tomu Hanningerovi došlo v šachtě k zavalení a usmrcení pěti horníků, z nichž přežil jenom Harry Warden. Rok po události se Harry nachází v kómatu, jenže po probuzení se mu podaří utéct. Chce se pomstít, a tak v před šachtou, kde se koná párty, brutálně povraždí dvaadvacet lidí. Policie Harryho několikrát postřelí a tím ho i zažene a deset let je nezvěstný a prohlášený za mrtvého. Po deseti letech se do města vrací ubohý Tom Hanninger, aby se s tím vším vyrovnal. Najde si svou bývalou přítelkyni Sarah, jenže ta je už provdaná za jeho nejlepšího kamaráda Axela, který je šerifem. Náhle se ale začnou hromadit vraždy a největší podezření směřuje právě na samotného Toma.